# Liste de jeux au lancement de consoles de jeux vidéo
Ceci est une liste de jeux sortis le jour de lancement de diverses consoles de jeux vidéo.

## Console de salon
Consoles de salons par ordre chronologique.

### 2eGénération
| Console      | Jeux de lancement | Jeux de lancement | Jeux de lancement |
| Console      | Japon             | Amérique du Nord | Europe            |
| ------------ | ----------------- | --- | ----------------- |
| Atari 2600   | Inconnu           | octobre 1977 - Air-Sea Battle - Basic Math - Blackjack - Combat - Indy 500 - Star Ship - Street Racer - Surround - Video Olympics                                                                          | Inconnu           |
| ColecoVision | Non commercialisé | 28 juillet 1982 - Carnival - Cosmic Avenger - Donkey Kong - Ken Uston's Blackjack/Poker - Lady Bug - Mouse Trap - Smurf: Rescue in Gargamel's Castle - Space Fury - Space Panic - Turbo - Venture - Zaxxon | Inconnu           |
| Atari 5200   | Non commercialisé | novembre 1982 - Galaxian - Space Invaders - Breakout | Non commercialisé |

### 3eGénération
| Console                  | Jeux de lancement                                                                                     | Jeux de lancement | Jeux de lancement                                             |
| Console                  | Japon                                                                                                 | Amérique du Nord | Europe                                                        |
| ------------------------ | --- | --- | ------------------------------------------------------------- |
| (ja) Family Computer NES | 15 juillet 1983 - Donkey Kong - Donkey Kong Jr. - Popeye                                              | 18 octobre 1985 - 10-Yard Fight - Baseball - Clu Clu Land - Donkey Kong Jr. Math - Duck Hunt - Excitebike - Golf - Gyromite - Hogan's Alley - Ice Climber - Kung-Fu Master - Mach Rider - Pinball - Stack-Up - Super Mario Bros. - Tennis - Wild Gunman - Wrecking Crew | 1er septembre 1986 - Super Mario Bros. - Duck Hunt - Gyromite |
| Famicom Disk System      | 21 février 1986 - Baseball - Golf - Mahjong - Soccer - Super Mario Bros. - Tennis - Zelda no Densetsu | Non commercialisé | Non commercialisé                                             |
| Master System            | 20 octobre 1985 - Hang-On - Teddy Boy Blues                                                           | septembre 1986 - Hang-On (bundle) - Safari Hunt (bundle) - Choplifter - Fantasy Zone - Ghost House - My Hero - Teddy Boy | octobre 1987 - Hang-On                                        |

### 4eGénération
| Console        | Jeux de lancement                                                                              | Jeux de lancement | Jeux de lancement |
| Console        | Japon                                                                                          | Amérique du Nord | Europe |
| -------------- | ---------------------------------------------------------------------------------------------- | --- | --- |
| PC-Engine      | 30 octobre 1987 - Bikkuri-man World - Shanghai                                                 | 29 août 1989 - Keith Courage in Alpha Zones (en) | Inconnu |
| Mega Drive     | 29 octobre 1988 - Space Harrier II - Super Thunder Blade                                       | 14 août 1989 - Alex Kidd in the Enchanted Castle - Altered Beast - Last Battle - Space Harrier II - Super Thunder Blade - Thunder Force II - Tommy Lasorda Baseball | septembre 1990 , - Alex Kidd in the Enchanted Castle - Altered Beast - Columns - Golden Axe - Rambo 3 - Space Harrier II - Super Thunder Blade - Thunder Force II |
| Mega-CD        | 12 décembre 1991 - Heavy Nova - Sol-Feace                                                      | novembre 1992 , - Black Hole Assault - Chuck Rock - Cobra Command - Night Trap - Sewer Shark - Sega Classics 4-in-1 - Sherlock Holmes - Sol-Feace                   | 2 avril 1993 - Black Hole Assault - Jaguar XJ220 - Prince of Persia - Road Avenger - Sega Classics Arcade Collection - Sherlock Holmes - Sol-Feace septembre 1993 - Batman Returns - Final Fight - Jaguar XJ220 - Prince of Persia - Road Avenger - Robo Aleste - Sherlock Holmes |
| 32X            | 3 décembre 1994 - Doom - Space Harrier - Star Wars Arcade                                      | 21 novembre 1994 - Cyber Brawl - Doom - Star Wars Arcade - Virtua Racing Deluxe                                                                                     | 4 décembre 1994 - Doom - Star Wars Arcade - Virtua Racing Deluxe |
| Neo-Geo AES    | 26 avril 1990 , - Baseball Stars Professional - Magician Lord - Mahjong Kyōretsuden - NAM-1975 | Inconnu | Inconnu |
| Super Nintendo | 21 novembre 1990 - Super Mario World - F-Zero                                                  | 23 août 1991 - Super Mario World - F-Zero - Pilotwings | 11 avril 1992 - Super Mario World - F-Zero - Super R-Type - Super Soccer - Super Tennis |

### 5eGénération
| Console     | Jeux de lancement | Jeux de lancement | Jeux de lancement |
| Console     | Japon | Amérique du Nord | Europe |
| ----------- | --- | --- | --- |
| Amiga CD32  | Inconnu | Inconnu | 15 septembre 1993 - Pinball Fantasies - Oscar - Diggers |
| Jaguar      | 8 décembre 1994 - Alien vs. Predator - Doom - Wolfenstein 3D | 18 novembre 1993 - Cybermorph - Raiden - Trevor McFur in the Crescent Galaxy | 27 juin 1994 - Alien vs. Predator |
| Sega Saturn | 22 novembre 1994 - Mahjong Gokū Tenjiku - Myst - TAMA - Virtua Fighter - Wan Chai Connection                                                                        | 11 mai 1995 - Daytona USA - Panzer Dragoon - Virtua Fighter - Clockwork Knight - International Victory Goal - Pebble Beach Golf Links | 7-8 juillet 1995 , - Daytona USA - Virtua Fighter - Clockwork Knight - International Victory Goal                                                                      |
| PlayStation | 3 décembre 1994 - A.IV Evolution - Crime Crackers - Mahjong Gokū Tenjiku - Mahjong Station Mazin - Motor Toon Grand Prix - Nekketsu-oyako - Ridge Racer - Tama Time | 9 septembre 1995 - Air Combat - Battle Arena Toshinden - ESPN Extreme Games - Kileak: The DNA Imperative - NBA Jam: Tournament Edition - Raiden Project - Rayman - Ridge Racer - Street Fighter: The Movie - Total Eclipse Turbo - Warhawk | 29 septembre 1995 - Battle Arena Toshinden - Jumping Flash! - Kileak: The Blood - Rapid Reload - Ridge Racer - Wipeout                                                 |
| Nintendo 64 | 23 juin 1996 - Pilotwings 64 - Saikyō Habu Shōgi - Super Mario 64                                                                                                   | 29 septembre 1996 - Pilotwings 64 - Super Mario 64 | 1er mars 1997 - Pilotwings 64 - Star Wars - Super Mario 64 1er septembre 1997 - FIFA 64 - ISS 64 - Mario Kart 64 - Super Mario 64 - Turok: Dinosaur Hunter - Wave Race |

### 6eGénération
| Console       | Jeux de lancement | Jeux de lancement | Jeux de lancement |
| Console       | Japon | Amérique du Nord | Europe |
| ------------- | --- | --- | --- |
| Dreamcast     | 27 novembre 1998 - Godzilla Generations - July - Pen Pen TriIcelon - Virtua Fighter 3tb | 9 septembre 1999 - AeroWings - Airforce Delta - Blue Stinger - Flag to Flag - Hydro Thunder - Monaco Grand Prix - Mortal Kombat Gold - NFL 2K - NFL Blitz 2000 - Pen Pen TriIcelon - Power Stone - Ready 2 Rumble Boxing - Sonic Adventure - Soul Calibur - The House of the Dead 2 - TNN Motorsports Hardcore Heat - Tokyo Xtreme Racer - TrickStyle | 14 octobre 1999 - Blue Stinger - Dynamite Cop - Incoming - Millennium Soldiers: Expendable - Monaco Grand Prix RS2 - Power Stone - Ready 2 Rumble Boxing - Sega Bass Fishing - Sega Rally 2 - Sonic Adventure - Speed Devils - Tokyo Highway Challenge - TrickStyle - Virtua Fighter 3 TB |
| PlayStation 2 | 4 mars 2000 - DrumMania - Eternal Ring - FantaVision - Morita Shogi - Kakinoki Shogi IV - Kessen - Ridge Racer V - Stepping Selection - Street Fighter EX 3 | 26 octobre 2000 - Armored Core 2 - Dead or Alive 2: Hardcore - Dynasty Warriors 2 - ESPN International Track and Field - ESPN Winter X Games Snowboarding - Eternal Ring - Evergrace - FantaVision - Gungriffon Blaze - Kessen - Madden NFL 2001 - Midnight Club: Street Racing - MotoGP - NHL 2001 - Orphen: Scion of Sorcery - Q-Ball: Billiards Master - Ready 2 Rumble Boxing: Round 2 - Ridge Racer V - Silent Scope - Smuggler's Run - SSX - Street Fighter EX 3 - Summoner - Swing Away Golf - Tekken Tag Tournament - TimeSplitters - Unreal Tournament - Wild Wild Racing - X-Squad | 24 novembre 2000 - Dynasty Warriors 2 - FantaVision - FIFA 2001 - International Superstar Soccer - Midnight Club - Nhl 2001 - Orphen : L'Héritier des sorciers - Ready 2 Rumble Boxing: Round 2 - Ridge Racer V - Silent Scope - Smuggler's Run - SSX - Tekken Tag Tournament - TimeSplitters - Wild Wild Racing                                                                                          |
| GameCube      | 14 septembre 2001 - Luigi's Mansion - Super Monkey Ball - Wave Race: Blue Storm | 18 novembre 2001 - All-Star Baseball 2002 - Batman : Vengeance - Crazy Taxi - Dave Mirra Freestyle BMX 2 - Luigi's Mansion - Madden NFL 2002 - NHL 2K3 - Star Wars: Rogue Squadron II - Super Monkey Ball - Tarzan: Untamed - Tony Hawk's Pro Skater 3 - Wave Race: Blue Storm | 3 mai 2002 - Bloody Roar: Primal Fury - Burnout - Cel Damage - Crazy Taxi - Coupe du monde FIFA 2002 - Dave Mirra Freestyle BMX 2 - Donald Duck Couak Attack - ESPN International Winter Sports - International Superstar Soccer 2 - Luigi's Mansion - Star Wars: Rogue Squadron II - Sonic Adventure 2 - Super Monkey Ball - Tony Hawk's Pro Skater 3 - Wave Race: Blue Storm - XG3: Extreme-G Racing    |
| Xbox          | 22 février 2002 - Airforce Delta II - Dead or Alive 3 - Double S.T.E.A.L. - ESPN Winter X Games: Snowboarding 2002 - Jet Set Radio Future - Hyper Sports: 2002 Winter - Genma Onimusha - Nezumix: Have a Mice Day! - Nobunaga no yabō - Ranseiki - Project Gotham: World Street Racer - Silent Hill 2 - Tenku- Freestyle SnowBoarding | 15 novembre 2001 - 4x4 EVO 2 - Airforce Delta Storm - Cel Damage - Dark Summit - Dead or Alive 3 - Fuzion Frenzy - Halo: Combat Evolved - Mad Dash Racing - Madden NFL 2002 - NASCAR Heat 2002 - NASCAR Thunder 2002 - NFL Fever 2002 - NHL Hitz 20-02 - Oddworld: Munch's Oddysee - Project Gotham Racing - Shrek - Test Drive Off-Road: Wide Open - Tony Hawk's Pro Skater 2X - TransWorld Surf | 14 mars 2002 - Amped: Freestyle Snowboarding - Batman Vengeance - Blood Wake - Dave Mirra Freestyle BMX 2 - Fuzion Frenzy - Halo: Combat Evolved - Jet Set Radio Future - Mad Dash Racing - Max Payne - NBA Live 2002 - NHL 2002 - NHL Hitz 2002 - Oddworld: Munch's Oddysee - Project Gotham Racing - RalliSport Challenge - Tony Hawk's Pro Skater 3 - Transworld Surf - Wreckless: The Yakuza Missions |

### 7eGénération
| Console       | Jeux de lancement | Jeux de lancement | Jeux de lancement |
| Console       | Japon | Amérique du Nord | Europe |
| ------------- | --- | --- | --- |
| Xbox 360      | 10 décembre 2005 - Every Party - FIFA 06 - Need for Speed: Most Wanted - Perfect Dark Zero - Ridge Racer 6 | 22 novembre 2005 - Amped 3 - Call of Duty 2 - Condemned: Criminal Origins - FIFA 06 - Gun - Kameo: Elements of Power - Peter Jackson's King Kong - Madden NFL 06 - NBA 2K6 - NBA Live 06 - Need for Speed: Most Wanted - NHL 2K6 - Perfect Dark Zero - Project Gotham Racing 3 - Quake 4 - Ridge Racer 6 - Tiger Woods PGA Tour 2006 - Tony Hawk's American Wasteland | 2 décembre 2005 - Amped 3 - Call of Duty 2 - Condemned: Criminal Origins - FIFA 06 - Gun - Kameo: Elements of Power - King Kong - Madden NFL 06 - NBA Live 06 - Perfect Dark Zero - Quake 4 - Tiger Woods PGA Tour 2006 - Tony Hawk's American Wasteland - Need for Speed: Most Wanted - Project Gotham Racing 3 |
| PlayStation 3 | 11 novembre 2006 - Genji: Days of the Blade - Mobile Suit Gundam: Target in Sight - Resistance: Fall of Man - Ridge Racer 7 - Sega Golf Club | 17 novembre 2006 - Blazing Angels: Squadrons of WWII - Call of Duty 3 - Genji: Days of the Blade - Madden NFL 07 - Marvel: Ultimate Alliance - Mobile Suit Gundam: Crossfire - NBA 2K7 - NHL 2K7 - Resistance: Fall of Man - Ridge Racer 7 - Tiger Woods PGA Tour 07 - Tony Hawk's Project 8 - Untold Legends: Dark Kingdom | 23 mars 2007 - Blazing Angels: Squadrons of WWII - Call of Duty 3 - Def Jam: Icon - Enchanted Arms - Fight Night Round 3 - Formula One Championship Edition - Full Auto 2: Battlelines - Genji: Days of the Blade - Marvel: Ultimate Alliance - Mobile Suit Gundam: Target in Sight - MotorStorm - NBA Street Homecourt - Need for Speed: Carbon - NHL 2K7 - Resistance: Fall of Man - Ridge Racer 7 - Sonic The Hedgehog - Tiger Woods PGA Tour 07 - Tom Clancy's Splinter Cell: Double Agent - Tony Hawk's Project 8 - Untold Legends: Dark Kingdom - Virtua Fighter 5 - Virtua Tennis 3 - World Snooker Championship 2007 |
| Wii           | 2 décembre 2006 - Crayon Shin-chan - Billy et Mandy, aventuriers de l'au-delà - Elebits - Ennichi no Tatsujin - Kororinpa - The Legend of Zelda: Twilight Princess - Machi-Kuru Domino - Necro-Nesia - Rayman contre les lapins crétins - Red Steel - SD Gundam: Scad Hammers - Super Monkey Ball: Banana Blitz - Super Swing Golf - Tamagotchi no Pikapika Daitouryou - Trauma Center: Second Opinion - WarioWare: Smooth Moves - Wii Play - Wii Sports - Wing Island | 19 novembre 2006 - Avatar, le dernier maître de l'air - Call of Duty 3 - Cars - Dragon Ball Z: Budokai Tenkaichi 2 - Excite Truck - GT Pro Series - Happy Feet - Madden NFL 07 - Marvel: Ultimate Alliance - Monster 4x4 World Circuit - Rampage: Total Destruction - Rayman Raving Rabbids - Red Steel - Spongebob SquarePants - Super Monkey Ball: Banana Blitz - Tony Hawk's Downhill Jam - Trauma Center: Second Opinion - Wii Sports (inclus avec la console) - Zelda: Twilight Princess | 8 décembre 2006 - Bob l'éponge - Call of Duty 3 - GT Pro Series - Happy Feet - Madden NFL 07 - Marvel: Ultimate Alliance - Monster 4x4 World Circuit - Need for Speed: Carbon - Rayman contre les lapins crétins - Red Steel - Super Monkey Ball: Banana Blitz - Tony Hawk's Downhill Jam - Wii Play - Wii Sports (inclus avec la console) - Zelda: Twilight Princess |

### 8eGénération
| Console         | Jeux de lancement | Jeux de lancement | Jeux de lancement |
| Console         | Japon | Amérique du Nord | Europe |
| --------------- | --- | --- | --- |
| Wii U           | 8 décembre 2012 - Assassin's Creed III - Batman: Arkham City - Armored Ed. - FIFA 13 - Mass Effect 3 - Monster Hunter 3 Ultimate - New Super Mario Bros. U - Ninja Gaiden 3: Razor's Edge - Nintendo Land - Tekken Tag Tournament 2 - Warriors Orochi 3 Hyper - ZombiU | 18 novembre 2012 - Assassin's Creed III - Batman: Arkham City - Armored Ed. - Ben 10: Omniverse - Call of Duty: Black Ops II - Chasing Aurora - Darksiders II - Epic Mickey 2 : Le Retour des héros - Family Party: 30 Great Games - FIFA 13 - Funky Barn - Game Party Champions - Just Dance 4 - Little Inferno - Madden NFL 13 - Mass Effect 3 - Mighty Switch Force! - Nano Assault Neo - NBA 2K13 - New Super Mario Bros. U - Ninja Gaiden 3: Razor's Edge - Nintendo Land - Scribblenauts Unlimited - Sing Party - Skylanders Giants - Sonic & All-Stars Racing T - Sports Connection - Tank! Tank! Tank! - Tekken Tag Tournament 2 - The Lapins Crétins Land - Transformers: Prime, le jeu - Trine 2: Director's Cut - Warriors Orochi 3 Hyper - Wipeout 3 - Your Shape: Fitness Evolved 2013 - ZombiU | 30 novembre 2012 - Assassin's Creed III - Batman: Arkham City - Armored Ed. - Ben 10: Omniverse - Call of Duty: Black Ops II - Darksiders II - Epic Mickey : Le Retour des héros - Family Party: 30 Great Games - FIFA 13 - Game Party Champions - Just Dance 4 - Mass Effect 3 - Nano Assault Neo - New Super Mario Bros. U - Nintendo Land - Rayman Legends - Skylanders Giants - Sonic and All-Stars Racing Transformed - Sports Connection - Tank! Tank! Tank! - Tekken Tag Tournament 2 - The Lapins Crétins Land - Transformers: Prime, le jeu - Trine 2: Director's Cut - Warriors Orochi 3 Hyper - Your Shape: Fitness Evolved 2013 - ZombiU |
| Xbox One        | 4 septembre 2014 - Assassin's Creed IV: Black Flag - Battlefield 4 - Call of Duty: Ghosts - Child of Light - Crimson Dragon - Dead Rising 3 - FIFA 14 - Forza Motorsport 5 - Halo: Spartan Assault - Killer Instinct - Kinect Sports Rivals - LocoCycle - Max: The Curse of Brotherhood - Metal Gear Solid V: Ground Zeroes - Murdered: Soul Suspect - Need for Speed: Rivals - Onigiri - Plants vs. Zombies: Garden Warfare - Powerstar Golf - Ryse: Son of Rome - Strider - Thief - Titanfall - Tomb Raider: Definitive Edition - Trials Fusion - Warriors Orochi 3 Ultimate - Wolfenstein: The New Order - Zoo Tycoon - Zumba Fitness: World Party | 22 novembre 2013 - Angry Birds Star Wars - Assassin's Creed IV: Black Flag - Battlefield 4 - Call of Duty: Ghosts - Crimson Dragon - Dead Rising 3 - FIFA 14 - Fighter Within - Forza Motorsport 5 - Just Dance 2014 - Killer Instinct - Lego Marvel Super Heroes - LocoCycle - Madden NFL 25 - NBA 2K14 - NBA Live 14 - Need for Speed: Rivals - Powerstar Golf - Ryse: Son of Rome - Skylanders: Swap Force - Zoo Tycoon - Zumba Fitness: World Party | 22 novembre 2013 - Angry Birds Star Wars - Assassin's Creed IV: Black Flag - Battlefield 4 - Call of Duty: Ghosts - Crimson Dragon - Dead Rising 3 - FIFA 14 - Fighter Within - Forza Motorsport 5 - Just Dance 2014 - Killer Instinct - Lego Marvel Super Heroes - LocoCycle - Madden NFL 25 - NBA 2K14 - NBA Live 14 - Need for Speed: Rivals - Powerstar Golf - Ryse: Son of Rome - Skylanders: Swap Force - Zoo Tycoon - Zumba Fitness: World Party |
| PlayStation 4   | 22 février 2014 - Assassin's Creed IV: Black Flag - Battlefield 4 - Call of Duty: Ghosts - Doki-Doki Universe - Dream Club: Host Girls on Stage - DriveClub - Dynasty Warriors 8: Xtreme Legends - FIFA 14 - Killzone: Shadow Fall - Knack - Natural Doctrine - Need for Speed: Rivals - Nikoli no Puzzle 4: Sudoku - Resogun - Ryū ga Gotoku Ishin! - Strider - Tottemo E Mahjong Plus | 15 novembre 2013 - Angry Birds Star Wars - Assassin's Creed IV: Black Flag - Battlefield 4 - Blacklight: Retribution - Call of Duty: Ghosts - Contrast - DC Universe Online - FIFA 14 - Flower - Injustice : Les Dieux sont parmi nous - Just Dance 2014 - Killzone: Shadow Fall - Knack - Lego Marvel Super Heroes - Madden NFL 25 - NBA 2K14 - Need for Speed: Rivals - Resogun - Skylanders: Swap Force - Sound Shapes - Super Motherload - Trine 2: Complete Story - Warframe | 29 novembre 2013 - Angry Birds Star Wars - Assassin's Creed IV: Black Flag - Battlefield 4 - Call of Duty: Ghosts - Contrast - DC Universe Online - Escape Plan - FIFA 14 - Flower - Injustice : Les Dieux sont parmi nous - Just Dance 2014 - Killzone: Shadow Fall - Knack - Lego Marvel Super Heroes - Madden NFL 25 - NBA 2K14 - NBA Live 14 - Need for Speed: Rivals - Putty Squad - Resogun - Sound Shapes - Super Motherload - Trine 2: Complete Story - Warframe - War Thunder |
| Nintendo Switch | 3 mars 2017 - 1-2-Switch - Arcade Archives - Blaster Master Zero - Disgaea 5 Complete - Dragon Quest Heroes I & II - I Am Setsuna - Zelda: Breath of the Wild - New Frontier Days - Nobunaga's Ambition: Sphere of Influence - Puyo Puyo Tetris - Snipperclips - Soldam: Blooming Declaration - Super Bomberman R - Voez - Vroom in the Night Sky | 3 mars 2017 - 1-2-Switch - Fast RMX - Human Resource Machine - I Am Setsuna - Just Dance 2017 - Zelda: Breath of the Wild - Shovel Knight SoT - Shovel Knight TT - Little Inferno - Skylanders: Imaginators - Snipperclips - Super Bomberman R - World of Goo | 3 mars 2017 - 1-2-Switch - Arcade Archives - Fast RMX - Human Resource Machine - I Am Setsuna - Just Dance 2017 - Zelda: Breath of the Wild - New Frontier Days - Othello - Shovel Knight SoT - Shovel Knight TT - Little Inferno - Skylanders: Imaginators - Snipperclips - Super Bomberman R - Voez - Vroom in the Night Sky - World of Goo |

### 9eGénération
| Console           | Jeux de lancement | Jeux de lancement | Jeux de lancement |
| Console           | Japon | Amérique du Nord | Europe |
| ----------------- | --- | --- | --- |
| Xbox Series       | 10 novembre 2020 - Air Twister - Assassin's Creed Valhalla - Borderlands 3 - Bright Memory - Dead by Daylight - Devil May Cry 5: Special Edition - DiRT 5 - Enlisted - Evergate - The Falconeer - Fortnite - Forza Horizon 4 - Gears 5 - Gears Tactics - Maneater - Manifold Garden - NBA 2K21 - No Man's Sky - Observer - Overcooked 2 - Planet Coaster - Rogue Company - Spacelords - Tetris Effect - The Touryst - Warhammer: Chaosbane - War Thunder - Watch Dogs: Legion - WRC 9 - Yakuza: Like a Dragon - Yes, Your Grace | 10 novembre 2020 - Air Twister - Assassin's Creed Valhalla - Borderlands 3 - Bright Memory - Dead by Daylight - Devil May Cry 5: Special Edition - DiRT 5 - Enlisted - Evergate - The Falconeer - Fortnite - Forza Horizon 4 - Gears 5 - Gears Tactics - Maneater - Manifold Garden - NBA 2K21 - No Man's Sky - Observer - Overcooked 2 - Planet Coaster - Rogue Company - Spacelords - Tetris Effect - The Touryst - Warhammer: Chaosbane - War Thunder - Watch Dogs: Legion - WRC 9 - Yakuza: Like a Dragon - Yes, Your Grace | 10 novembre 2020 - Air Twister - Assassin's Creed Valhalla - Borderlands 3 - Bright Memory - Dead by Daylight - Devil May Cry 5: Special Edition - DiRT 5 - Enlisted - Evergate - The Falconeer - Fortnite - Forza Horizon 4 - Gears 5 - Gears Tactics - Maneater - Manifold Garden - NBA 2K21 - No Man's Sky - Observer - Overcooked 2 - Planet Coaster - Rogue Company - Spacelords - Tetris Effect - The Touryst - Warhammer: Chaosbane - War Thunder - Watch Dogs: Legion - WRC 9 - Yakuza: Like a Dragon - Yes, Your Grace |
| PlayStation 5     | 12 novembre 2020 (JAP/USA) — 19 novembre 2020 (EUR) - Assassin's Creed Valhalla - Astro's Playroom - Borderlands 3 - Bugsnax - Call of Duty: Black Ops Cold War - Dead by Daylight - Demon's Souls - DiRT 5 - Fortnite - Godfall - Marvel's Spider-Man: Miles Morales - NBA 2K21 - No Man's Sky - Observer - Overcooked 2 - The Pathless - Planet Coaster - Sackboy: A Big Adventure - Spacelords - Tetris Forever - Watch Dogs: Legion - Warhammer: Chaosbane - Warsaw - WRC 9                                                 | 12 novembre 2020 (JAP/USA) — 19 novembre 2020 (EUR) - Assassin's Creed Valhalla - Astro's Playroom - Borderlands 3 - Bugsnax - Call of Duty: Black Ops Cold War - Dead by Daylight - Demon's Souls - DiRT 5 - Fortnite - Godfall - Marvel's Spider-Man: Miles Morales - NBA 2K21 - No Man's Sky - Observer - Overcooked 2 - The Pathless - Planet Coaster - Sackboy: A Big Adventure - Spacelords - Tetris Forever - Watch Dogs: Legion - Warhammer: Chaosbane - Warsaw - WRC 9                                                 | 12 novembre 2020 (JAP/USA) — 19 novembre 2020 (EUR) - Assassin's Creed Valhalla - Astro's Playroom - Borderlands 3 - Bugsnax - Call of Duty: Black Ops Cold War - Dead by Daylight - Demon's Souls - DiRT 5 - Fortnite - Godfall - Marvel's Spider-Man: Miles Morales - NBA 2K21 - No Man's Sky - Observer - Overcooked 2 - The Pathless - Planet Coaster - Sackboy: A Big Adventure - Spacelords - Tetris Forever - Watch Dogs: Legion - Warhammer: Chaosbane - Warsaw - WRC 9                                                 |
| Nintendo Switch 2 | 5 juin 2025 - Mario Kart World - Nintendo Switch 2 Welcome Tour - Zelda: Breath of the Wild – Nintendo Switch 2 Edition - Zelda: Tears of the Kingdom – Nintendo Switch 2 Edition - Street Fighter 6 Years 1-2 Fighters Edition - Cyberpunk 2077: Ultimate Edition - Split Fiction - Yakuza 0 Director’s Cut - Bravely Default Flying Fairy HD Remaster - Hitman: World of Assassination – Signature Edition - Hogwarts Legacy : L'Héritage de Poudlard - Civilization VII – Nintendo Switch 2 Edition                          | 5 juin 2025 - Mario Kart World - Nintendo Switch 2 Welcome Tour - Zelda: Breath of the Wild – Nintendo Switch 2 Edition - Zelda: Tears of the Kingdom – Nintendo Switch 2 Edition - Street Fighter 6 Years 1-2 Fighters Edition - Cyberpunk 2077: Ultimate Edition - Split Fiction - Yakuza 0 Director’s Cut - Bravely Default Flying Fairy HD Remaster - Hitman: World of Assassination – Signature Edition - Hogwarts Legacy : L'Héritage de Poudlard - Civilization VII – Nintendo Switch 2 Edition                          | 5 juin 2025 - Mario Kart World - Nintendo Switch 2 Welcome Tour - Zelda: Breath of the Wild – Nintendo Switch 2 Edition - Zelda: Tears of the Kingdom – Nintendo Switch 2 Edition - Street Fighter 6 Years 1-2 Fighters Edition - Cyberpunk 2077: Ultimate Edition - Split Fiction - Yakuza 0 Director’s Cut - Bravely Default Flying Fairy HD Remaster - Hitman: World of Assassination – Signature Edition - Hogwarts Legacy : L'Héritage de Poudlard - Civilization VII – Nintendo Switch 2 Edition                          |

## Console portable
Consoles portables par ordre chronologique.

### Game Boy
| Japon : 21 avril 1989 - Alleyway - Baseball - Super Mario Land - Yakuman | États-Unis : août 1989 - Alleyway - Baseball - Super Mario Land - Tennis - Tetris | Europe : 28 septembre 1990 - Tetris (inclus avec la console) - Super Mario Land |

### Lynx
| Japon : 1991 Inconnu | États-Unis : 11 octobre 1989 - Blue Lightning - California Games - Electrocop - Gates of Zendocon | Europe : 1990 - Blue Lightning - Chip's Challenge - California Games - Electrocop - Gates of Zendocon |

### Game Gear
| Japon : 6 octobre 1990 - Columns - Pengo - Super Monaco GP | États-Unis : 1991 - Clutch Hitter - Columns - G-Loc - Super Monaco GP | Europe : Juin 1991 - Columns - Pengo - G-Loc Air Battle - Super Monaco GP - Wonder Boy - Psychic World |

### Virtual Boy
| Japon : 21 juillet 1995 - Galactic Pinball - Mario's Tennis - Red Alarm - Teleroboxer - Tobidase! Panibon | États-Unis : 14 août 1995 - Galactic Pinball - Mario's Tennis - Red Alarm - Teleroboxer | Europe : non édité |

### Game Boy Color
| Japon : 21 octobre 1998 - Dragon Quest Monsters: Terry's Wonderland (Sorti le 25 septembre 1998) - Glocal Hexcite - Tetris DX - Wario Land II | États-Unis : 18 novembre 1998 - Centipede - Game and Watch Gallery 2 - Pocket Bomberman - Tetris DX | Europe : 23 novembre 1998 - Game and Watch Gallery 2 - Pocket Bomberman - Quest for Camelot - Tetris DX |

### Neo-Geo Pocket
| Japon : 28 octobre 1998 - Baseball Stars - King of Fighters R-1 - Melon-chan no Seichou Nikki - Neo-Geo Cup '98 - Pocket Tennis - Puzzle Tsunagete Pon! | Amérique du Nord : non édité | Europe : non édité |

### WonderSwan
| Japon : 4 mars 1999 - Chocobo no Fushigina Dungeon for WonderSwan - Densha de Go! - Gunpey - Shin Nihon Pro Wrestling Toukon Retsuden | Amérique du Nord : non édité | Europe : non édité |

### Neo-Geo Pocket Color
| Japon : 19 mars 1999 - Baseball Stars Color - King of Fighters R-2 - Master of Syougi Color - Neo Dragon's Wild - Neo Mystery Bonus - Pocket Tennis Color - Renketsu Tsunagete Pon! Color | États-Unis : 1999 - Biomotor Unitron - Metal Slug: 1st Mission - Ms Pac-Man | Europe : 1er octobre 1999 Inconnu |

### Game Boy Advance
| Japon : 21 mars 2001 - L'Aigle de guerre (ou Napoleon) - Boku wa Kōkū Kanseikan - Castlevania: Circle of the Moon - ChuChu Rocket! - EZ Talk - F-Zero: Maximum Velocity - Fire Pro Wrestling A - GT Advance Championship Racing (ou Advance GTA) - JGTO Kounin Golf Master: Japan Golf Tour Game - J.League Pocket - Konami Krazy Racers - Kuru Kuru Kururin - Mega Man Battle Network - Monster Guardians - Momotarou Matsuri - Mr. Driller 2 - Pinobee: Wings of Adventure (ou Pinobee - Quest of Heart) - Power Pro Kun Pocket 3 - Silent Hill: Play Novel - Super Dodge Ball Advance (ou Bakuretsu Dodgeball Fighters) - Super Mario Advance - Titi et les bijoux magiques - Top Gear GT Championship - Winning Post for Game Boy Advance - Yu-Gi-Oh! Dungeon Dice Monsters | États-Unis : 11 juin 2001 - Army Men Advance - Castlevania: Circle of the Moon - ChuChu Rocket! - Earthworm Jim - F-Zero: Maximum Velocity - Fire Pro Wrestling - GT Advance Championship Racing - Iridion 3D - Konami Krazy Racers - Namco Museum - Pinobee: Wings of Adventure - Pitfall: The Mayan Adventure - Rayman Advance - Ready 2 Rumble Boxing: Round 2 - Super Dodge Ball Advance - Super Mario Advance - Tony Hawk's Pro Skater 2 | Europe : 22 juin 2001 - Army Men Advance - Castlevania: Circle of the Moon - F-Zero: Maximum Velocity - GT Advance Championship Racing - Konami Krazy Racers - Kuru Kuru Kururin - Pinobee: Wings of Adventure - Rayman Advance - Ready 2 Rumble Boxing: Round 2 - Super Mario Advance - Titi et les bijoux magiques - Tony Hawk's Pro Skater 2 |

### N-Gage
| Japon : 7 octobre 2003 - Pandemonium - Puyo Pop - Puzzle Bobble VS - SonicN - Super Monkey Ball - Tomb Raider - Tony Hawk's Pro Skater, | États-Unis : 7 octobre 2003 - Pandemonium - Puyo Pop - Puzzle Bobble VS - SonicN - Super Monkey Ball - Tomb Raider - Tony Hawk's Pro Skater, | Europe : 7 octobre 2003 - Pandemonium - Puyo Pop - Puzzle Bobble VS - SonicN - Super Monkey Ball - Tomb Raider - Tony Hawk's Pro Skater, |

### Nintendo DS
| Japon : 2 décembre 2004 - Daigassō! Band Brothers - Kensyūi "Dokuta Tendo" - Mahjong Taikai - Mr. Driller: Drill Spirits - Pokémon Dash - Polarium (ou Chokkan Hitofude) - Project Rub (ou Kimi no Tame Nara Shineru) - Super Mario 64 DS - The Urbz: Sims in the City - Tounou Ni Aseka Game Series Vol. 1: Cool 104 Joker and Setline (ou Cool104 Joker and Setline) - WarioWare: Touched! (ou Sawaru Made In Wario) - Zoo Keeper | États-Unis : 21 novembre 2004 - Asphalt: Urban GT - Feel the Magic: XY/XX - Madden NFL 2005 - Metroid Prime Hunters: First Hunt (démonstration incluse avec la console) - Spider-Man 2 - Super Mario 64 DS - The Urbz: Sims in the City | Europe : 11 mars 2005 - Asphalt: Urban GT - Metroid Prime Hunters: First Hunt (démonstration incluse avec la console) - Mr. Driller: Drill Spirits - Ping Pals - Pokémon Dash - Project Rub - Rayman DS - Retro Atari Classics - Robots - Polarium - Spider Man 2 - Super Mario 64 DS - Tiger Woods PGA Tour - The Urbz: Sims in the City - WarioWare: Touched! - Zoo Keeper |

### PlayStation Portable
| Japon : 12 décembre 2004 - Armored Core: Formula Front - Lumines - Mahjong Fight Club - Minna no Golf Portable - Ridge Racers - Vampire Chronicle: The Chaos Tower | Amérique du Nord : 24 mars 2005 - Ape Escape: On the Loose - Darkstalkers Chronicle: The Chaos Tower - Dynasty Warriors - Gretzky NHL - Lumines - Metal Gear Acid - NBA - Need for Speed Underground: Rivals - NFL Street 2: Unleashed - Ridge Racer - Spider-Man 2 - Tony Hawk's Underground 2: Remix - Twisted Metal: Head-On - Untold Legends: Brotherhood of the Blade - Wipeout Pure - World Tour Soccer | Europe : 1er septembre 2005 - Ape Academy - Archer Maclean's Mercury - Burnout Legends - Colin McRae Rally 2005 Plus - Darkstalkers Chronicle: The Chaos Tower - Dynasty Warriors - Everybody's Golf - F1 Grand Prix - Fired Up - Lumines - MediEvil Resurrection - Metal Gear Acid - Midnight Club 3: Dub Edition - NBA Street Showdown - Need for Speed Underground: Rivals - NFL Street 2: Unleashed - Ridge Racer - Spider-Man 2 - TOCA Race Driver 2: The Ultimate Racing Simulator - Tony Hawk's Underground 2: Remix - Untold Legends: Brotherhood of the Blade - Virtua Tennis: World Tour - Wipeout Pure - World Championship Snooker 2005 - World Tour Soccer: Challenge Edition |

### Nintendo 3DS
| Japon : 26 février 2011 - Combat de Géants : Dinosaures 3D - Nintendogs + Cats - Professeur Layton et le Masque des miracles - Puzzle Bobble 3D - Ridge Racer 3D - Samurai Warriors: Chronicles - Super Street Fighter IV 3D Edition - Winning Eleven Soccer 3D | Amérique du Nord : 27 mars 2011 - Asphalt 3D - Bust-a-Move Universe - Combat de Géants : Dinosaures 3D - Lego Star Wars 3: The Clone Wars - Les Sims 3 - Madden NFL Football - Nintendogs + Cats - Pilotwings Resort - Pro Evolution Soccer 2011 3D - Rayman 3D - Ridge Racer 3D - Samurai Warriors: Chronicles - Steel Diver - Super Monkey Ball 3D - Super Street Fighter IV 3D Edition - Tom Clancy's Ghost Recon: Shadow Wars | Europe : 25 mars 2011 - Asphalt 3D - Lego Star Wars 3: The Clone Wars - Les Sims 3 - Nintendogs + Cats - Pilotwings Resort - Pro Evolution Soccer 2011 3D - Rayman 3D - Ridge Racer 3D - Samurai Warriors: Chronicles - Super Monkey Ball 3D - Super Street Fighter IV 3D Edition - Tom Clancy's Ghost Recon: Shadow Wars - Tom Clancy's Splinter Cell 3D |

### PlayStation Vita
| Japon : 17 décembre 2011 - AR Combat DigiQ - Army Corps of Hell - Asphalt: Injection - BlazBlue: Continuum Shift Extend - Disgaea 3 Return - Dream Club Zero Portable - Dark Quest: Alliance - Dynasty Warriors Next - Everybody's Golf 6 - F1 2011 - Little Deviants - Lord of Apocalypse - Mahjong Fight Club: Shinsei Zenkoku Taisen Ban - Michael Jackson: The Experience HD - Minna to Issho - Monster Radar - NAX Music Player - NicoNico - Ridge Racer - Shin Kamaitachi no Yoru: 11 Ninme no Suspect - Shinobido 2: Tales of the Ninja - Touch My Katamari - Ultimate Marvel vs. Capcom 3 - Uncharted: Golden Abyss - Virtua Tennis 4 | Amérique du Nord : 22 février 2012 - Augmented Reality – Cliff Diving - Augmented Reality – Fireworks - Augmented Reality – Table Soccer - Army Corps of Hell - Asphalt: Injection - Ben 10: Galactic Racing - BlazBlue: Continuum Shift Extend - Dungeon Hunter: Alliance - Dynasty Warriors Next - Escape Plan - F1 2011 - FIFA Soccer - Hot Shots Golf: World Invitational - Hustle Kings - Little Deviants - Lumines Electronic Symphony - Michael Jackson: The Experience HD - ModNation Racers: Road Trip - Ninja Gaiden Sigma Plus - Plants vs. Zombies - Rayman Origins - Shinobido 2: Revenge of Zen - Super Stardust Delta - Tales from Space: Mutant Blobs Attack - Touch My Katamari - Ultimate Marvel vs. Capcom 3 - Uncharted: Golden Abyss - Virtua Tennis 4: World Tour Edition - Wipeout 2048 | Europe : 22 février 2012 - A-Men - Army Corps of Hell - Asphalt: Injection - BlazBlue: Continuum Shift Extend - Dungeon Hunter: Alliance - Dynasty Warriors Next - Escape Plan - Everybody’s Golf - F1 2011 - FIFA Football - Frobisher Says! - Hustle Kings - Little Deviants - Lumines Electronic Symphony - Michael Jackson: The Experience HD - ModNation Racers: Road Trip - MotorStorm: RC - Ninja Gaiden Sigma Plus - Putty Squad - Rayman Origins - Reality Fighters - Ridge Racer - Shinobido 2: Revenge of Zen - Smart As - Super Stardust Delta - t@g - Top Darts - Touch My Katamari - Ultimate Marvel vs. Capcom 3 - Uncharted: Golden Abyss - Virtua Tennis 4: World Tour Edition - Wipeout 2048 |